# اتیلن‌دی‌اکسی

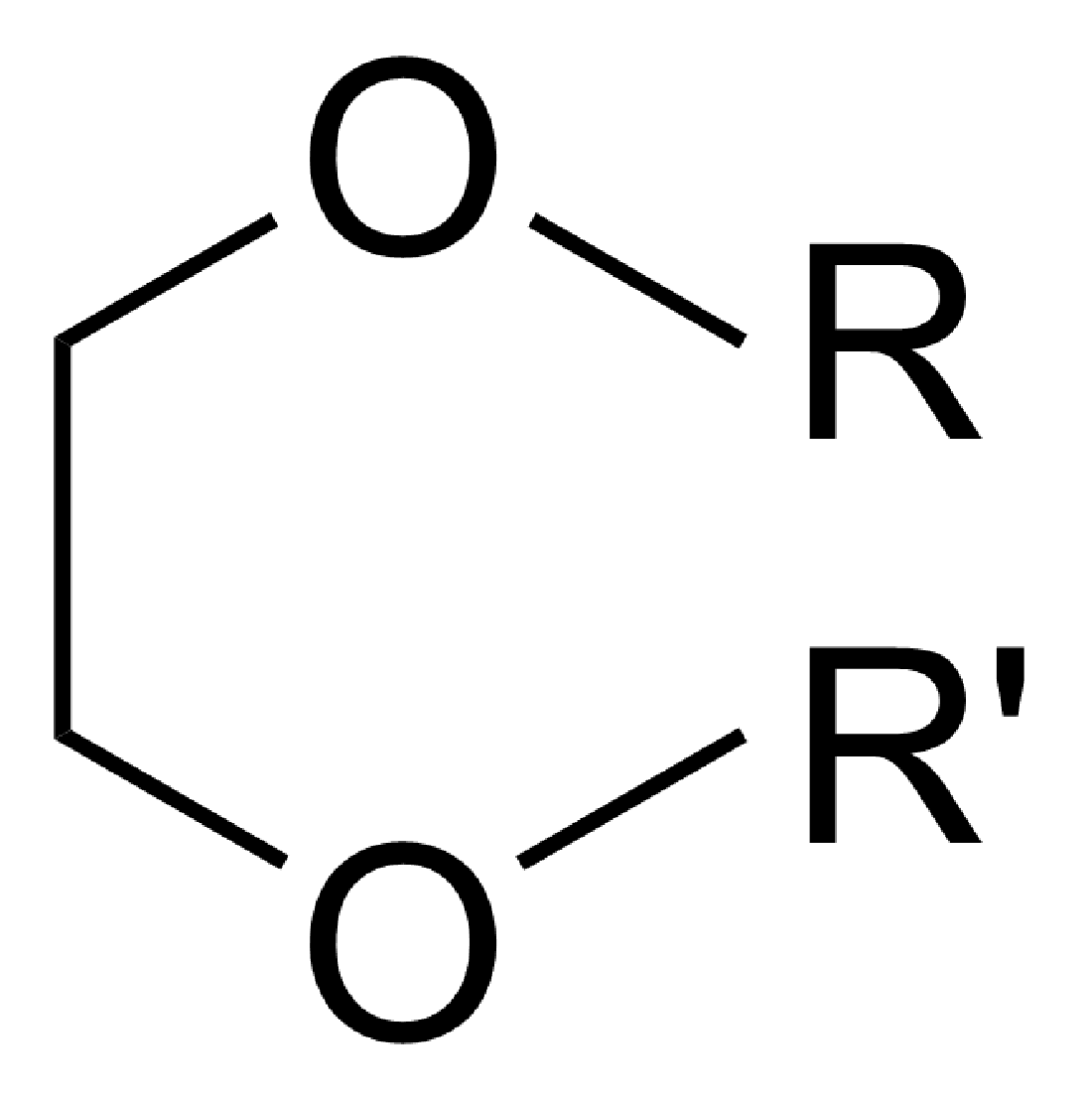
ساختار شیمیایی اتیلن‌دی‌اکسی

اتیلن‌دی‌اکسی (انگلیسی: Ethylenedioxy) یک گروه عاملی در شیمی آلی با فرمول ساختاری R-O-CH2-CH2-O-R' می باشد. این گروه معمولاً به صورت پیوند خورده با یک حلقه آروماتیک مانند فنیل یافت می شود که در این صورت اتیلن‌دی‌اکسی‌فنیل یا دی‌هیدروبنزودی‌اکسین نامیده می شود.